# Jesus-Christus-Kirche Dahlem

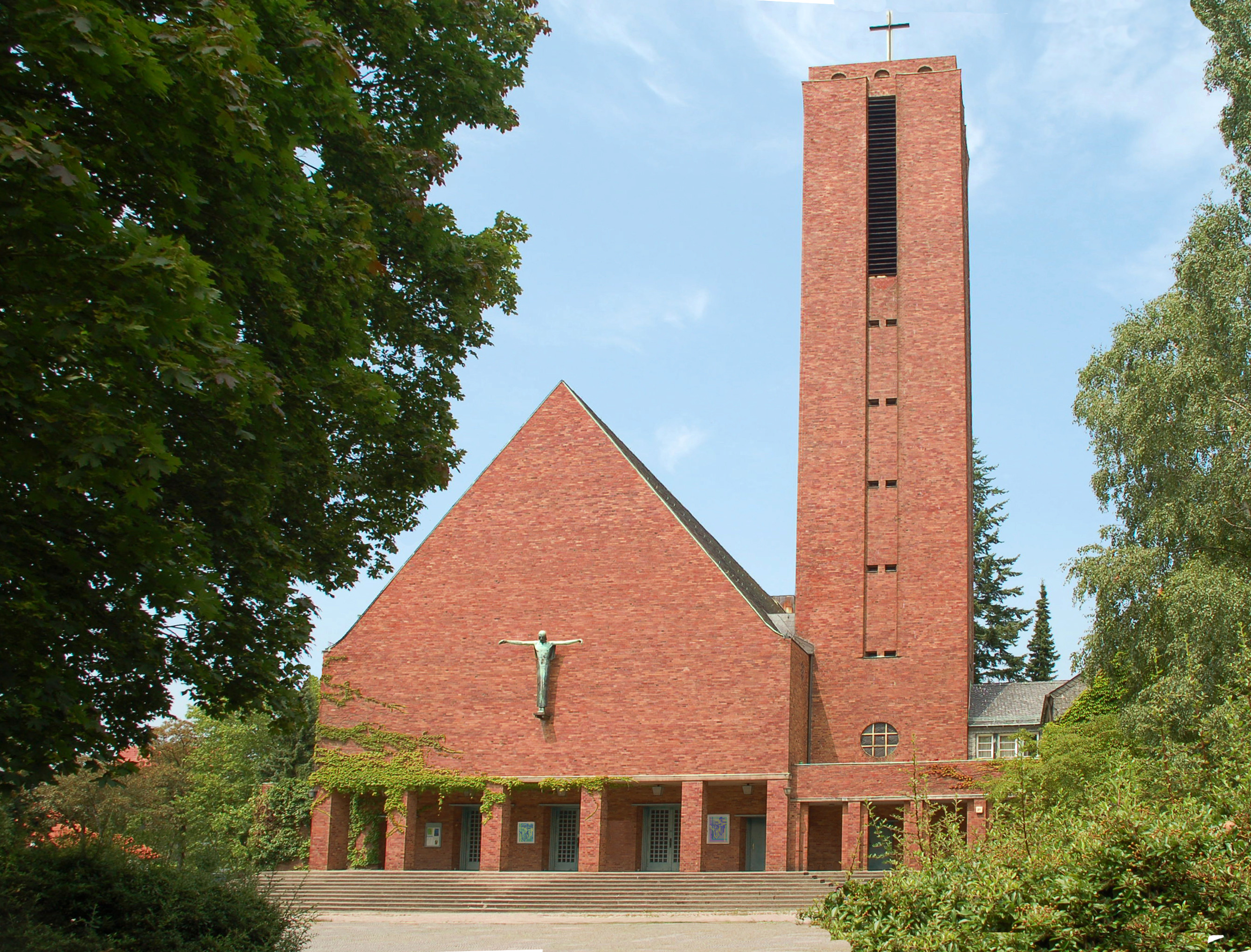
Jesus-Christus-Kirche in Berlin-Dahlem

Die Jesus-Christus-Kirche Dahlem ist eine evangelische Kirche im Berliner Ortsteil Dahlem des Bezirks Steglitz-Zehlendorf.

## Lage
Die Kirche befindet sich in der Hittorfstraße 23 an der Kreuzung mit dem Faradayweg. Das zugehörige Gemeindehaus befindet sich in der Thielallee 1–3.
In der Königin-Luise-Straße 55 steht die andere Kirche der Evangelischen Kirchengemeinde Dahlem, die St.-Annen-Kirche.

## Kirchengeschichte
Die Jesus-Christus-Kirche war in den Jahren 1933–1945 ein Ort der Bekennenden Kirche. Martin Niemöller, 1931 auf die dritte Pfarrstelle der Gemeinde Dahlem berufen, predigte wegen des großen Andrangs zu seinen Gottesdiensten häufig in dieser Kirche, obwohl sein Pfarrbezirk eigentlich der weiter nördlich gelegenen St.-Annen-Kirche zugeordnet war. Die Kirche hat seit den letzten Jahrzehnten eine Tradition in Funktion einer Asylstelle (Kirchenasyl) für Menschen, die Verfolgung und Flucht erleben mussten und von Abschiebung bedroht waren. Die Kirche ist zugleich ein Ort der „schönen Künste“, als solche ist sie eine kulturelle Institution in Berlin: Sie dient außerhalb der Gottesdienste als „Tonstudio“ und regelmäßig als Musik- und Darbietungsraum für internationale und lokale Größen meist klassischer Musik.

### Baugeschichte
Um die Jahrhundertwende wurde staatlicherseits beschlossen, die Felder der Domäne Dahlem nicht wieder zu verpachten. Sie sollten in Villengrundstücke aufgeteilt und verkauft werden. Die Bevölkerungszahl stieg rasant. 1900 waren es 104 Einwohner und im Jahr 1919 bereits 12.600. Viele bekannte Persönlichkeiten, vor allem hohe Staatsbeamte zogen nach Dahlem. Die mittelalterliche St.-Annen-Kirche wurde für die wachsende Zahl von Gottesdienstbesuchern zu klein. Deshalb schrieb die Evangelische Kirchengemeinde einen Architekten-Wettbewerb für den Bau einer zweiten Kirche aus. Am 15. März 1914 wurde der Entwurf von Heinrich Straumer für den Kirchbau ausgewählt. Wegen des Beginns des Ersten Weltkriegs konnte dieser jedoch nicht realisiert werden.
Nachdem sich die wirtschaftliche Situation der Gemeinde stabilisierte, konnte 1927 das Gemeindehaus in der heutigen Thielallee fertiggestellt und konkrete Schritte zum Kirchenbau eingeleitet werden. Maßgeblichen Einfluss für die Wettbewerbsausschreibung hatte Ludwig Bartning; der Bruder von Otto Bartning war Professor an der Hochschule der Künste und Kirchmeister der Gemeinde. Seine Vorliebe für die Richtungskirche mit einem dem Eingang gegenüberliegenden Altar und seine gleichzeitige Vernachlässigung der Bedeutung der Kanzel prägten die Ausschreibung vom November 1928. Daneben sollten ein Pfarrhaus, eine Wohnung für einen angestellten Organisten, eine Kirchendienerwohnung sowie ein Versammlungsraum entstehen. Sieger des Wettbewerbs im März 1929 wurde der Dahlemer Architekt Jürgen Bachmann.
Die Weltwirtschaftskrise verlangte noch während der Bauphase erhebliche Einsparungen. So wurde die Errichtung des zweiten Wohnhauses verschoben. Am 18. Oktober 1930 konnte der Grundstein gelegt werden. In schwierigen Zeiten wollte die Kirchengemeinde ein Zeichen setzen: Das Richtfest wurde abgesagt, die geplanten Geldmittel wurden den Bauarbeitern für das bevorstehende Weihnachtsfest ausbezahlt. Am 20. Dezember 1932 konnte die Gemeinde ihr Gotteshaus einweihen.

#### Innengestaltung
Zur Innenraumgestaltung schrieb der Architekt:

„Der Raum hat helle Wände und eine dunkle Decke. Die Altarwand schmückt ein großer Schriftteppich [das Glaubensbekenntnis]. Im Übrigen ist das Holz des Gestühls und der Orgelempore farbig behandelt. Durch Ersparnis bei der Bauausführung wurde es möglich, die Fenster mit farbiger Bleiverglasung zu versehen, die eine neuartige Auswirkung der Rautenteilung darstellen und trotz ihrer verhältnismäßig preiswerten Herstellung einen außerordentlichen Reichtum sowohl der Teilung wie in der Farbe zeigen.“

Der Altarraum hat einen Belag aus Muschelkalkstein erhalten, auf dem sich das zehn Meter hohe Altarkreuz erhebt. Er besitzt keinen festen Taufstein, da ursprünglich eine kleine Taufkapelle im angebauten Gemeindehaus geplant war. Die Kanzel war letztlich auch aus akustischen Gründen ganz in die Ecke des Kirchenschiffes gerückt worden. Die künstliche Beleuchtung durch freihängende Lampen lässt das Licht hauptsächlich nach unten strahlen. Dadurch entsteht eine wirkungsvolle Raumstimmung, unten hell, nach oben sich verdunkelnd.
Als Orgel diente die vorhandene alte aus dem Gemeindehaus.

#### Akustik

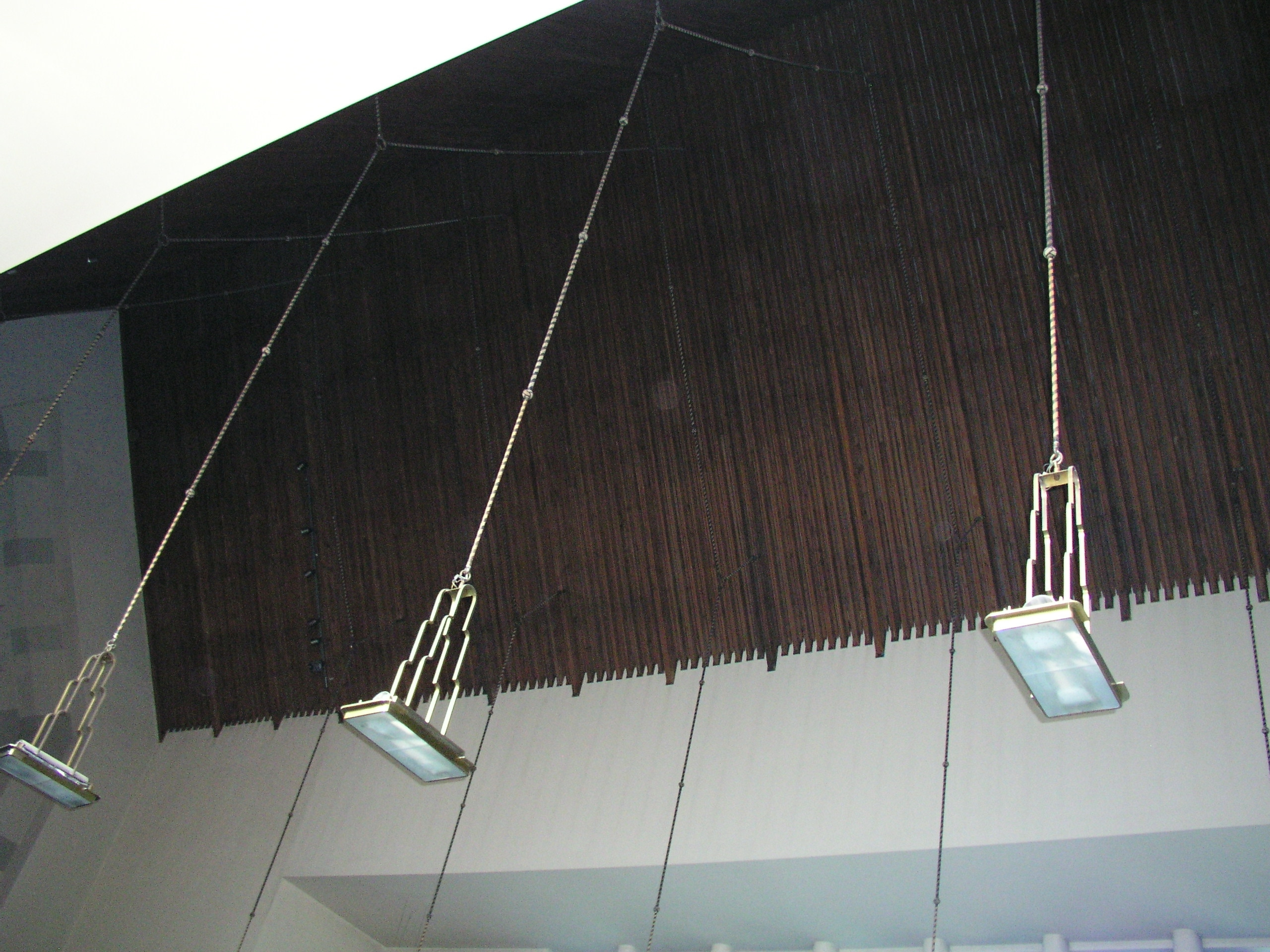
Für die gute Akustik ist das Dach ursächlich. Oberhalb der sichtbaren Holzlamellen-Decke befindet sich ein riesiger Hohlraum, der über schmale Schlitze zwischen den Lamellen mit der Halle verbunden ist.

Mit Fragen der Raumakustik war Johannes Biehle seit Herbst 1929 beschäftigt. Es war für ihn keine einfache Aufgabe, die bis zu 22 Meter hohe Decke des Kirchenschiffes zu gestalten, und so äußerte er gegenüber dem Architekten große Bedenken.
Das Ergebnis war allerdings überraschend. Die Akustik ist – und das ist ungewöhnlich – sowohl für Sprach- als auch für Musikdarbietungen hervorragend geeignet, und dies unabhängig von der Besucherzahl. Ursächlich hierfür ist die Dachkonstruktion mit einer lamellenartig geschlitzten Holzverschalung als Decke unterhalb eines riesigen Hohlraums zwischen der Innen- und der Außenschale des Daches, die die mittleren Frequenzen gut absorbiert, aber vor allem die tiefen Frequenzen fast vollständig schluckt. Dadurch werden die für die Klangentfaltung wichtigen mittleren Frequenzen unterstützt.

#### Außengestaltung

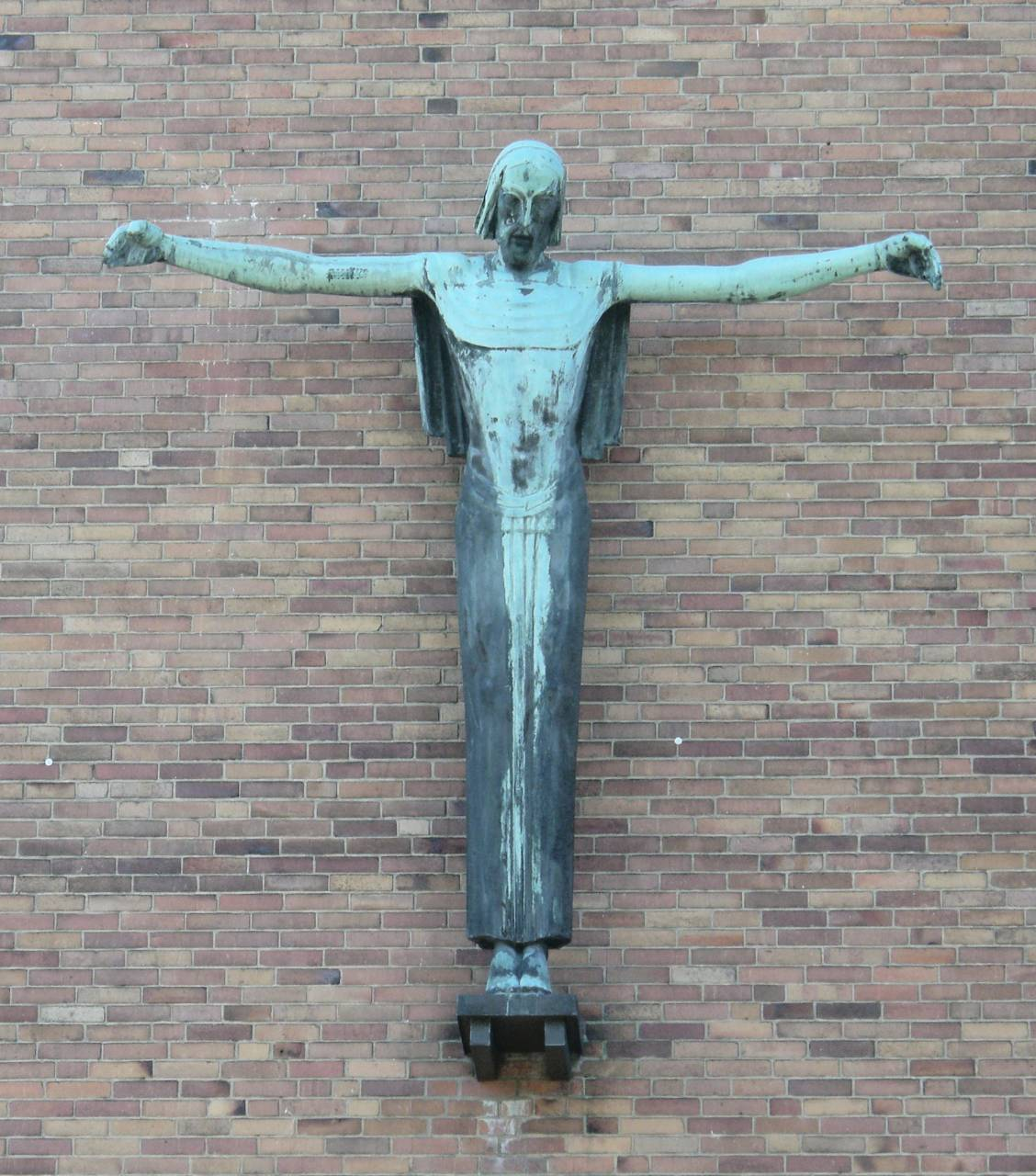
Christusskulptur an der Hauptfassade

Der Architekt wählte für den Kirchenbau hellrote Klinkersteine. Diese sollten mit den Fassaden der umgebenden Dahlemer Villen und dem Grün der Parkanlagen korrespondieren. Der rund 50 Meter hohe Turm mit seinem freundlichen Farbenspiel aus hellroten bis braunrot-gelben Klinkersteinen sollte sich zu einem markanten Zeichen Dahlems erheben. In ihm hingen nach Fertigstellung vier Bronzeglocken, die auf die Töne h, dis, gis und fis gestimmt waren und elektrisch geläutet wurden. Über dem Eingangsportal der Kirche, auf der großen nach Süden gerichteten Giebelfläche, wurde eine Plastik des Bildhauers Ludwig Isenbeck mit dem Titel „Christus segnet die Gemeinde“ angebracht.

### Krieg und Wiederaufbau
Durch alliierte Luftangriffe im Zweiten Weltkrieg waren die großen Fensterfronten zerstört, Dach und Innenputz beschädigt worden. Die vier Bronzeglocken wurden als Material zur Kriegsproduktion beschlagnahmt und eingeschmolzen. Von 1945 bis 1947 konnte aus baulichen Gründen die Kirche nicht genutzt werden, deshalb wurden die Gottesdienste im gegenüberliegenden Haus Faradayweg 10 gehalten. 1948 bekam der Turm eine einzelne Glocke vom „Glockenfriedhof“ in Hamburg, die am 20. August 1953 aus ungeklärter Ursache abstürzte. Am 31. Januar 1954 fand die Einweihung der neuen Glocken aus Stahl (mit ursprünglicher Stimmung) statt. Hergestellt wurden die Glocken vom (heute nicht mehr existierenden) Eisenwerk Franz Weeren in Berlin-Neukölln. Inzwischen wurde der Vorraum der Kirche vergrößert, weswegen die Empore weiter in den Raum hineingezogen wurde.

## Nutzung als Tonstudio
Dank der hervorragenden Raumakustik wird die Jesus-Christus-Kirche auch als Tonstudio genutzt. Seither dient die Kirche führenden Orchestern, Chören, internationalen Solisten und Dirigenten, wie auch weltweit marktführenden Schallplattenunternehmen, Hörfunk- und Fernsehfirmen als Produktionsort. Als Musikgäste können genannt werden: Die Berliner Philharmoniker mit den Dirigenten Wilhelm Furtwängler, Karl Böhm, Ferenc Fricsay, Herbert von Karajan, John Barbirolli, Claudio Abbado, Daniel Barenboim und Eugen Jochum sowie internationale Solisten wie Pierre Fournier, Swjatoslaw Richter, Emil Gilels, Mstislaw Rostropowitsch, Anne-Sophie Mutter, Gidon Kremer, Andrej Hoteev, Olga Scheps, Luciano Pavarotti, Mirella Freni, Waltraud Meier, Siegfried Jerusalem, Wolfgang Schneiderhan, Lang Lang, Igor Levit und viele weitere.
Schallplattengesellschaften wie die Deutsche Grammophon, EMI, Decca, Philips Classics und nicht zuletzt das Deutschlandradio Kultur – und vormals der RIAS – wissen die Kirche als Aufnahmestudio zu schätzen. Neben der sehr guten Raumakustik gelten für Künstler und Techniker als weitere Vorteile die große Aufstellungsfläche für Orchester und Chöre, die geräuschfreie Heizungsanlage, die abschaltbaren Glocken, die blendfreie Innenausleuchtung und die flexibel im Raum positionierbare Orgel.